# Carolyn Davidson
Carolyn Davidson (1943) é uma designer gráfica americana. Carolyn é conhecida por ter desenvolvido o Swoosh, logo da empresa Nike.

## Carreira
Carolyn inicialmente se matriculou na Willamette University, mas transferiu para a Portland State University por ser mais próximo de sua casa. Começou sua graduação em Jornalismo, mas trocou para Design depois de estudar uma disciplina de design na universidade. Ela obteve seu título em Design em 1971.
Em 1971, Phil Knight estava dando aula de contabilidade na Portland State University, quando ao passar pelo corredor viu uma estudante de design realizando um projeto e dizendo que não possuía dinheiro para comprar o material para a disciplina de pintura a óleo. Phil Knight, então CEO da Blue Ribbon Sports, Inc., contratou Carolyn Davidson, a estudante que conheceu no corredor da universidade, para criar gráficos e telas para uma reunião que teria com executivos japoneses do mercado de calçados.
Nesse mesmo ano, Phil Knight e seu sócio começaram a transformar a Blue Ribbon na Nike. Carolyn foi novamente contratada, dessa vez para desenvolver o logo da nova companhia. Inspirada nas asas da deusa Nice, Carolyn encontrou inspiração para o logo que represente a velocidade e movimento solicitada, e então criou o logo Swoosh.
Carolyn trabalhou mais quatro anos na Nike, até 1976, quando a companhia contratou a agência John Brown and Partners para sua comunicação.
Pelo desenvolvimento do Swoosh, Carolyn recebeu 35 dólares em 1971. Em setembro de 1983, Phil Knight e Bob Woodell, presidente da Nike deram à Carolyn um anel de ouro com o símbolo Swoosh encravado com diamantes e 500 ações da Nike, que foram divididas em 36.000 ações em 2016, estimados em um milhão de dólares em 2015.
O Swoosh se tornou um dos logos mais icônicos do mundo, e levou a empresa a remover seu nome da imagem em 1995, deixando apenas a arte desenvolvida por Carolyn.
Carolyn se aposentou no ano de 2000, após 29 anos de carreira.

## Vida Pessoal
Carolyn é casada e tem dois filhos. Ainda reside em Oregon e é voluntária no Ronald McDonald House no Legacy Emanuel Hospital & Health Center.